# Hermann Tomczyk

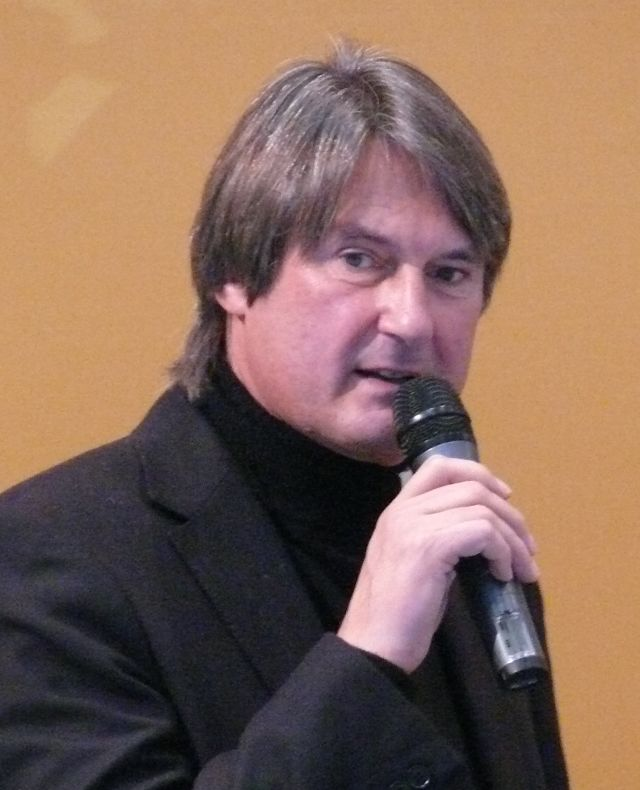
Hermann Tomczyk 2007

Hermann Tomczyk (* 15. Dezember 1950 in Mais, Sankt Georgen (Traunreut) im Kreis Traunstein) ist ein deutscher Automobilfunktionär. Er war bis 2021 ADAC-Sportpräsident (anschließend ADAC Ehrenpräsident), Vizepräsident des Automobilweltverbandes FIA und war bis 23. Oktober 2009 Mitglied des FIA World Councils. Er ist verheiratet und hat zwei Söhne, Tobias und den Automobilrennfahrer Martin Tomczyk.

## Ausbildung und privater Werdegang
1971 begann er das Studium der Betriebswirtschaft an der Münchener Ludwig-Maximilians-Universität und legte dort 1976 das Staatsexamen ab. Seit 1979 ist er Gesellschafter und Geschäftsführer der Herto-GmbH in Rosenheim, 1993 gründete er die Tomczyk & Söhne-GdbR, die sich mit der Vermittlung von Gewerbe-Immobilien beschäftigt.

## Karriere als Motorsportler
Tomczyk gehört dem ADAC seit 1970 an und war einst selbst aktiver Motorsportler. 1972 nahm er an der Olympia-Rallye in Deutschland teil und startete in den darauffolgenden Jahren erfolgreich bei nationalen Rallyes.
1979 wechselte er auf die Rundstrecke und bestritt Läufe zur Tourenwagen-Europameisterschaft, ehe ein Unfall 1980 seine Karriere zunächst stoppte. 1984 feierte der Rosenheimer ein Comeback als Rallye-Pilot und gewann den Mitropa-Challenge-Cup. Als er diesen Cup gewann, war er bereits als Sportkommissar tätig.

## Karriere als Automobilfunktionär
Seine motorsportlichen Erfahrungen machten ihn national und international zum gefragten Experten. Von 1989 bis 1995 agierte Tomczyk als „Permanenter Sportkommissar“ und Race-Director in der DTM und war zwischen 1986 und 2009 als FIA-Sportkommissar in der Formel 1 im Einsatz.
Bevor Tomczyk ADAC-Sportpräsident wurde, war er bereits als Vizepräsident des Deutschen Motor Sport Bundes tätig und einer der wenigen Deutschen, die von der FIA als „Stewards“ zu Formel-1-Rennen eingeladen wurden.
Im Februar 2008 kündigte er auf einer Mitgliederversammlung des DMSB seinen Rücktritt zum 5. April 2008 an. Tomczyk ist neben seinem Vorgänger im Präsidentenamt Winfried Urbinger aktuell noch als Ehrenpräsident für den DMSB aktiv.
Seit Dezember 2012 ist er Mitglied des FIA Motorsport-Weltrats.
Am 8. Dezember 2017 wurde Tomczyk als einer von sieben Vizepräsidenten im Automobil-Weltverband (FIA) gewählt. Tomczyk hatte als Vertreter des Deutschen Motor Sport Bundes (DMSB) kandidiert und wurde für die kommenden vier Jahre zum Vizepräsident Sport für die Region Europa gewählt.
Im Jahr 2021 stellte er sich altersbedingt nicht mehr zur Wahl zum ADAC-Sportpräsidenten auf. Dieses Amt hat er 24 Jahre (sechs Amtszeiten) ausgeführt und er war damit in der 114-jährigen Geschichte des ADAC e.V. der am längsten amtierende Sportpräsident. Für seine besonderen Verdienste um den Motorsport wurde er zum Ehrenpräsidenten des ADAC ernannt.